# Крэпси, Аделаида
Аделаида Крэпси (англ. Adelaide Crapsey, 9 сентября 1878 — 8 октября 1914) — американская поэтесса и теоретик стихосложения. Известна как создатель поэтической формы синквейна.

## Биография
Родилась в семье священника Епископальной церкви Алджернона Сидни Крэпси (1847—1927) и Аделаиды Троубридж Крэпси (1855—1950), основавшей компанию по пошиву платьев для девушек. Училась в Вассар-колледже (Покипси, штат Нью-Йорк), окончив его в 1901 году. В 1904—1905 годах изучала античность в Американской академии в Риме. Преподавала историю и литературу в американских школах. В 1905 году начала писать стихи, поначалу малоудачные. В 1907 году вместе с отцом посетила Гаагскую мирную конференцию (Алджернон Сидни Крэпси был её делегатом). В 1908—1911 годах жила в Европе, работая над исследованием, посвящённым метрике английской поэзии (опубликовано в 1918 году). В 1909 году в Риме написала элегию «Джон Китс», признаваемую её первым удачным стихотворением. В 1911 году вернулась в США, где начала преподавать поэтику в колледже Смит. В том же году у неё был диагностирован туберкулёз. В 1913 году из-за ухудшающегося самочувствия была вынуждена оставить преподавание и была помещена в санаторий, где из-за невозможности заниматься исследованиями в области стихосложения полностью переключилась на собственное творчество.
Как поэт известна созданием новой стихотворной формы — синквейна, которое явилось результатом её экспериментов в рамках работы по изучению различных метрик. Считается, что первое произведение в форме синквейна было написано ею в 1909 году, однако первый из сохранившихся синквейнов датирован 1911 годом. На разработку синквейна повлияло изучение Крэпси форм японского стихосложения хокку и танка. Сама поэтесса считала эту форму наиболее сжатой из метрических форм английского стиха, способных существовать как единое целое.
После смерти поэтессы, в 1915 году был издан сборник её стихов Verse. Книга принесла поэтессе известность и переиздавалась в 1922 и 1934 годах (с включением ранее неопубликованных произведений). Творчество Крэпси оказало влияние на последующее развитие американской поэзии и в настоящее время считается близким имажизму.
Крэпси была другом писательницы Джин Уэбстер и послужила прототипом героини её книги Когда Пэтти пошла в колледж (1903).